# Geir Bakke
Geir Bakke (Norvegia, 23 ottobre 1969) è un allenatore di calcio ed ex calciatore norvegese, di ruolo difensore, tecnico del Vålerenga.

## Carriera

### Giocatore

#### Club
Bakke vestì le maglie di Strømmen, Kongsvinger, Stabæk e Romerike.

#### Allenatore
Dal 2006 al 2008, è stato allenatore del Moss. Dal 1º gennaio 2012, è diventato allenatore del Kristiansund.
Il 17 gennaio 2014, è entrato nello staff tecnico di Tor Ole Skullerud al Molde, lasciando così il Kristiansund. Il 23 ottobre 2014, è stato presentato come nuovo allenatore del Sarpsborg 08, a partire dal 1º gennaio 2015.
Il 10 maggio 2017 ha rinnovato il contratto che lo legava al club fino al 31 dicembre 2022.
Il 31 dicembre 2019 è stato nominato nuovo allenatore del Lillestrøm, in vista della nuova stagione: si è legato al club con un contratto valido fino alla stagione 2024.
Il 12 luglio 2023 è diventato il nuovo tecnico del Vålerenga.

## Palmarès

### Allenatore

#### Competizioni nazionali
- 1. divisjon: 1

Vålerenga: 2024